# Ophionereis porrecta
Ophionereis porrecta är en ormstjärneart som beskrevs av George Richard Lyman 1860. Ophionereis porrecta ingår i släktet Ophionereis och familjen Ophionereididae. Inga underarter finns listade i Catalogue of Life.